# Orly Goldwasser
Orly Goldwasser est une égyptologue israélienne née en 1951. Ses travaux lui font soutenir que l'invention de l'alphabet date du XIXe siècle avant notre ère.  

## Biographie
Orly Goldwasser est professeur d'égyptologie au département des langues antiques et des civilisations du Proche-Orient à l'université hébraïque de Jérusalem. Elle a produit de nombreux articles consacrés à la langue et la littérature égyptiennes antiques. Elle est spécialisée dans les relations culturelles, politiques et économiques de l'Égypte avec les Cananéens de l'âge du bronze au Levant sud. Orly Goldwasser soutient que l'écriture alphabétique est apparue dans les années -1840, « inventée par des mineurs cananéens illettrés » dans le Sinaï.
En 2015, elle est à la tête du département d'égyptologie de l'université hébraïque de Jérusalem. Elle a enseigné à l'université Harvard en 2005, au Collège de France en 2007, à l'École normale supérieure de Lyon en 2012 et à l'université de Göttingen.